# Carlos Rosales Mendoza
Carlos Alberto Rosales Mendoza (La Unión, Guerrero, 12 de febrero de 1963-Gabriel Zamora, Michoacán, 27 de diciembre de 2015), conocido como El Tísico, fue un narcotraficante mexicano que fundó y dirigió un sindicato del crimen organizado llamado La Familia Michoacana.

## Biografía
Nació en el municipio de La Unión, Guerrero en el sur de México. Cuando Rosales Mendoza fundó las primeras células de La Familia Michoacana en la década de 1980, el Cártel del Milenio competía con la organización por el control de la producción y distribución de narcóticos en el estado de Michoacán.
En 2000, Rosales Mendoza se unió al Cártel del Golfo y Los Zetas para frustrar al Cártel del Milenio, causando una ola de violencia en el oeste de México que duró hasta el año 2003. Fue arrestado dos veces, el 24 de octubre de 2004, y el 5 de agosto de 2014, y puesto en libertad a finales de 2014. Fue encontrado muerto en un estacionamiento el 28 de diciembre de 2015.

## Carrera criminal
Los informes sugieren que la organización de Rosales Mendoza se remonta a la década de 1980 y que posiblemente era un grupo de vigilancia para contrarrestar la corrupción y el crimen local, pero la organización eventualmente se involucró en la producción y distribución de narcóticos en todo el estado mexicano de Michoacán.
En el año 2000, Rosales Mendoza rompió relaciones con Armando Valencia Cornelio del Cártel del Milenio y fundó su propia organización en Michoacán llamada La Empresa, una organización criminal que fue el predecesor directo de La Familia Michoacana, algunas fuentes afirman que La Empresa y La Familia Michoacana son esencialmente la misma cosa, principalmente porque comparten los mismos miembros pero no los mismos aliados.
También formó una alianza con Osiel Cárdenas Guillén, entonces líder del Cártel del Golfo y Los Zetas, y se fusionó con su organización. Esta alianza pretendía desplazar al Cártel del Milenio del estado de Michoacán, y provocó una serie de asesinatos en la zona hasta 2003. Con la alianza, Rosales Mendoza se convirtió en un operador del Cártel del Golfo y Cárdenas Guillén envió a dos lugartenientes de Los Zetas, Efraín Teodoro Torres (Z-14) y Gustavo González Castro (El Erótico), para que lo ayudaran a entrenar a sus hombres y proteger los corredores del narcotráfico en Guerrero y en la ciudad portuaria de Lázaro Cárdenas. Pronto se ganó la confianza de Cárdenas Guillén y se convirtió en uno de los principales lugartenientes del Cártel del Golfo en el oeste de México, donde comandó un campo de entrenamiento y enseñó a más de 50 pistoleros tácticas militares para llevar a cabo una fuga de prisiones para liberar a Cárdenas Guillén, que había sido capturado y encarcelado en 2003.
En 2004, organizó el asalto armado a una prisión de máxima seguridad. Sus hombres lograron liberar a 25 reclusos, pero Rosales Mendoza fue arrestado bajo sospecha de haber planeado la fuga y pasó la siguiente década en prisión. Después del arresto de Rosales en 2004, Nazario Moreno González tomó el control de la organización y en 2006 cortó lazos con el Cártel del Golfo y Los Zetas en un esfuerzo por tomar el control de Michoacán de cualquier influencia externa, marcando el nacimiento de un Cártel de La Familia independiente y comenzando una guerra territorial contra sus antiguos aliados.

## Arrestos
Mientras se preparaba para liberar a Osiel Cárdenas Guillén de la prisión, un escuadrón de 150 soldados del Grupo Aeromóvil de Fuerzas Especiales (GAFE), la unidad de fuerzas especiales del Ejército Mexicano, arrestó a Rosales Mendoza en la ciudad capital de Morelia, Michoacán, el 24 de octubre de 2004. Tras su arresto, Rosales Mendoza fue llevado bajo custodia a la Ciudad de México y mantenido en la prisión de La Palma hasta que fue llevado a Puente Grande, una prisión de máxima seguridad en el estado occidental de Jalisco, el 28 de octubre de 2004 durante 10 años. Su captura resultó en nuevos líderes organizacionales: José de Jesús Méndez Vargas y Nazario Moreno González.
El 22 de mayo de 2014, Rosales Mendoza fue liberado de prisión en Jalisco después de cumplir su condena de diez años por posesión ilegal de armas de fuego, delincuencia organizada y tráfico de drogas. El 5 de agosto de 2014, fue arrestado nuevamente por autoridades estatales en un restaurante en Morelia, Michoacán, pero fue liberado poco después sin cargos.

## Sanción de la Ley Kingpin
El 24 de marzo de 2010, el Departamento del Tesoro de los Estados Unidos sancionó a Rosales Mendoza bajo la Ley de Designación de Cabecillas Extranjeros del Narcotráfico (a veces denominada simplemente como la "Ley Kingpin"), por su participación en el tráfico de drogas junto con otros cincuenta y tres criminales internacionales y diez entidades extranjeras. La ley prohibió a los ciudadanos y empresas estadounidenses realizar cualquier tipo de actividad comercial con él, y prácticamente congeló todos sus activos en los EE. UU. Carlos Rosales Mendoza fue incluido en la lista de los "más buscados" de la DEA.

## Muerte
Rosales Mendoza fue encontrado muerto el 27 de diciembre de 2015 en un estacionamiento en Gabriel Zamora, Michoacán, junto con otros tres cuerpos. Los cuatro cuerpos mostraban signos de haber sido torturados. Las autoridades sospechan de Ignacio Andrade Rentería (El Cenizo), un exteniente de la mafia que ahora dirige el Cártel de los Caballeros Templarios.